# Patrice Dominguez
Patrice Dominguez (Algeri, 12 gennaio 1950 – Parigi, 12 aprile 2015) è stato un tennista francese.
È scomparso nel 2015 all'età di 65 anni a causa di un tumore
.

## Carriera
In carriera ha vinto 7 titoli di doppio. Nei tornei del Grande Slam ha ottenuto il suo miglior risultato raggiungendo la finale di doppio misto all'Open di Francia nel 1973, in coppia con l'olandese Betty Stöve e nel 1978 in coppia con la rumena Virginia Ruzici.
In Coppa Davis ha disputato un totale di 24 partite, ottenendo 15 vittorie e 9 sconfitte.

## Statistiche

### Singolare

#### Finali perse (4)
| Numero | Anno            | Torneo                                     | Superficie  | Avversario in finale  | Punteggio          |
| 1.     | 15 gennaio 1972 | New South Wales Open, Sydney               | Cemento     | Aleksandre Met'reveli | 4-6, 4-6, 6-3, 1-6 |
| 2.     | 29 giugno 1973  | South of England Championships, Eastbourne | Erba        | Mark Cox              | 2-6, 6-2, 3-6      |
| 3.     | 27 maggio 1978  | ATP Firenze, Firenze                       | Terra rossa | José Luis Clerc       | 4-6, 2-6, 1-6      |
| 4.     | 24 giugno 1979  | Berlin Open, Berlino                       | Terra rossa | Peter McNamara        | 4-6, 0-6, 7-6, 2-6 |

### Doppio

#### Vittorie (7)
| Numero | Anno             | Torneo                           | Superficie  | Compagno          | Avversari in finale                | Punteggio     |
| 1.     | 19 ottobre 1974  | Madrid Tennis Grand Prix, Madrid | Terra rossa | Antonio Muñoz     | Brian Gottfried Raúl Ramírez       | 6-1, 6-3      |
| 2.     | 28 ottobre 1974  | Paris Open, Parigi               | Cemento     | François Jauffret | Brian Gottfried Raúl Ramírez       | 7–5, 6–4      |
| 3.     | 11 aprile 1976   | ATP Nizza, Nizza                 | Terra rossa | François Jauffret | Wojciech Fibak Karl Meiler         | 6-4, 3-6, 6-3 |
| 4.     | 17 aprile 1977   | Murcia Open, Murcia              | Terra rossa | François Jauffret | Patricio Cornejo Hans Gildemeister | 7-5, 6-2      |
| 5.     | 23 aprile 1978   | ATP Nizza, Nizza                 | Terra rossa | François Jauffret | Jan Kodeš Tomáš Šmíd               | 6-4, 6-0      |
| 6.     | 25 febbraio 1979 | ATP Linz, Linz                   | Cemento     | Gilles Moretton   | Szabolcz Baranyi Peter Szoke       | 6–1, 6–4      |
| 7.     | 7 ottobre 1979   | ATP Bordeaux, Bordeaux           | Terra rossa | Denis Naegelen    | Bernard Fritz Iván Molina          | 6-4, 6-4      |

### Doppio

#### Finali perse (3)
| Numero | Anno           | Torneo                                | Superficie  | Compagno          | Avversari in finale              | Punteggio     |
| 1.     | 27 aprile 1975 | Stockholm WCT, Stoccolma              | Sintetico   | Kim Warwick       | Arthur Ashe Tom Okker            | 3-6, 6-7      |
| 2.     | 19 luglio 1975 | Austrian Open, Kitzbühel              | Terra rossa | François Jauffret | Paolo Bertolucci Adriano Panatta | 2-6, 2-6, 6-7 |
| 3.     | 2 ottobre 1977 | Aix-en-Provence Open, Aix-en-Provence | Terra rossa | Rolf Norberg      | Ilie Năstase Ion Țiriac          | 5-7, 6-7      |

### Doppio misto

#### Finali perse (2)
| Numero | Anno | Torneo                  | Superficie  | Compagna        | Avversari in finale                | Punteggio |
| 1.     | 1973 | Open di Francia, Parigi | Terra rossa | Betty Stöve     | Françoise Dürr Jean-Claude Barclay | 1-6, 4-6  |
| 2.     | 1978 | Open di Francia, Parigi | Terra rossa | Virginia Ruzici | Renáta Tomanová Pavel Složil       | 6-7, rit. |